# Kongguksu
Le kongguksu ou kong-guksu (en coréen, hangeul : 콩국수, littéralement pâtes dans un bouillon de soja froid) est un plat coréen saisonnier de nouilles servies dans un bouillon de lait de soja froid. Il comprend des nouilles de farine de blé et une soupe faite de soja moulu. On ignore quand les Coréens ont commencé à consommer du kongguksu ; toutefois, d'après l'existence d'une mention de ce plat ainsi que du kkaeguksu  (깨국수, soupe de nouilles au sésame) dans le Siui jeonseo, un recueil de cuisine de la période Joseon, publié à la fin du XIXe siècle, on suppose que l'origine de ce plat remonte au moins au XIXe siècle.